# Albert Goodwill Spalding
Albert Goodwill „A. G.“ Spalding (* 2. September 1850 in Byron, Illinois; † 9. September 1915 in San Diego, Kalifornien) war ein US-amerikanischer Baseballspieler, Unternehmer und Hersteller von Sportartikeln.

## Leben
Spalding, der die High School in Rockford (Illinois) ohne Schulabschluss verlassen musste, begann bereits als Teenager als Spieler des populären neuen Spiels Baseball und wurde bald zu einem der ersten Stars dieses Sports. Er wurde bekannt wegen seiner starken direkten Pitches, der als erster Pitcher einer großen Liga zweihundert Spiele gewann. Zunächst spielte er bei den Boston Red Stockings in der National Association, der ersten professionellen Baseball-Liga der Welt, und führte diese zu vier aufeinander folgenden Meistertiteln in den Jahren 1871 bis 1875. Danach wechselte er 1876 als Spieler und Manager zu den Chicago White Stockings und gewann mit diesen den ersten Meistertitel der neugeschaffenen National League.
Nachdem er 1877 seine aktive Laufbahn als Baseballspieler beendet hatte, begann er seine unternehmerische Karriere als Gründer der A.G. Spalding & Bros. Co., dem führenden Hersteller von Baseball-Artikeln. Zu Beginn zahlte er der National League Gelder dafür, dass diese seine Spielbälle benutzte, so dass er diese als offizielle Bälle der National League bewerben konnte. Daneben veröffentlichte sein Unternehmen Spalding’s Official Baseball Guide, der zur jährlich erscheinenden, schnell verkauften Pflichtlektüre der Baseball-Fans wurde.
1882 wurde Spalding Präsident der Chicago White Stockings, wobei das Team während seiner bis 1891 dauernden Amtszeit drei Mal in den Jahren 1882, 1885 und 1886 den Meistertitel in der National League gewann. Als Teambesitzer war er ein gnadenloser Verfechter der sogenannten „Reserve-Klausel“, die Spieler davor bewahrte, zwischen Teams zu wechseln, wie er es als Spieler gemacht hatte. Des Weiteren war er maßgeblich daran beteiligt, dass die National League die Player's League erfolgreich zerschlug, die sich aus der ersten Spieler-Gewerkschaft entwickelt hatte. Zuletzt finanzierte er seinem Team zwischen den Spielzeiten 1888 und 1889 eine Welttournee, auf der die Chicago White Stockings gegen gemischte Mannschaften aus führenden Ligen in Australien, Ägypten, Italien, Frankreich, England und Irland spielten.
Noch vor der Einrichtung des Amtes eines Baseball Commissioner gehörte Spalding 1907 zu den am meisten respektierten Persönlichkeiten dieses Sports und ernannte ein Beratungsgremium, das sich mit der von Henry Chadwick, dem „Vater des Baseball“, gemachten Behauptung beschäftigte, dass Baseball aus den englischen Sportarten Cricket und Rounders entstanden wäre. Spalding wollte, dass Baseball als „allein amerikanisch“ gesehen würde, und tatsächlich kam das Beratungsgremium zu dem Ergebnis, dass Baseball in erster Linie von Abner Doubleday 1839 in Cooperstown erfunden wurde, der Stadt, in der hundert Jahre später die Baseball Hall of Fame gegründet wurde. Tatsächlich entwickelte sich Baseball aus Cricket, was Spalding hätte wissen müssen, da dieser 1874 eine Tournee durch England unternahm, wo sie in Städten wie Liverpool, London und Manchester sowohl Baseball als auch Cricket spielten.
1911 verfasste er das Buch America’s National Game, eine Geschichte der frühen Jahre des Baseball, die allerdings seine Rolle übertrieben darstellte. Nach der Gründung der Baseball Hall of Fame im Jahr 1939 wurde er als eine der ersten Persönlichkeiten in diese aufgenommen.
Die von ihm gegründete Sportartikelfirma wurde 2003 von der Russell Corporation übernommen, die wiederum zu Berkshire Hathaway gehört.
Sein Neffe war der US-amerikanische Violinvirtuose und Komponist Albert Spalding.